# Figatellu
Le figatellu, figatelli au pluriel, figadellu au nord ou figateddu au sud de l'île, figatellu de l'île de Beauté pour son appellation IGP est une spécialité corse de saucisse de foie de porc : il s'agit d'une saucisse sèche crue et se consomme cuite à cœur afin de limiter les risques sanitaires lors de consommation crue ou mi-cuite.
Reconnaissable à sa forme en « U » et sa couleur ambrée à brune, il est composé principalement de viande maigre, de gras de gorge et de foie de porc, assaisonné de sel et notablement de poivre noir, fumée au bois de feuillus de Corse. Sa couleur prend des tons plus ou moins bruns selon la proportion de foie. Il existe en langue corse d'autres termes pour désigner cette salaison séchée : fitone[réf. souhaitée].
Le figatellu de l'île de beauté bénéficie d'une reconnaissance européenne de savoir-faire à travers une IGP depuis juillet 2023. Le cahier des charges de cette reconnaissance n'impose pas une origine corse du porc, mais impose que toute la chaîne d'élaboration du figatellu soit effectuée en Corse ; ce qui le différencie d'une Appellation d'origine protégée, déjà existante sur d'autres charcuteries corses à l’exigence plus stricte sur l'origine de la matière première,.

## Tradition et commerce

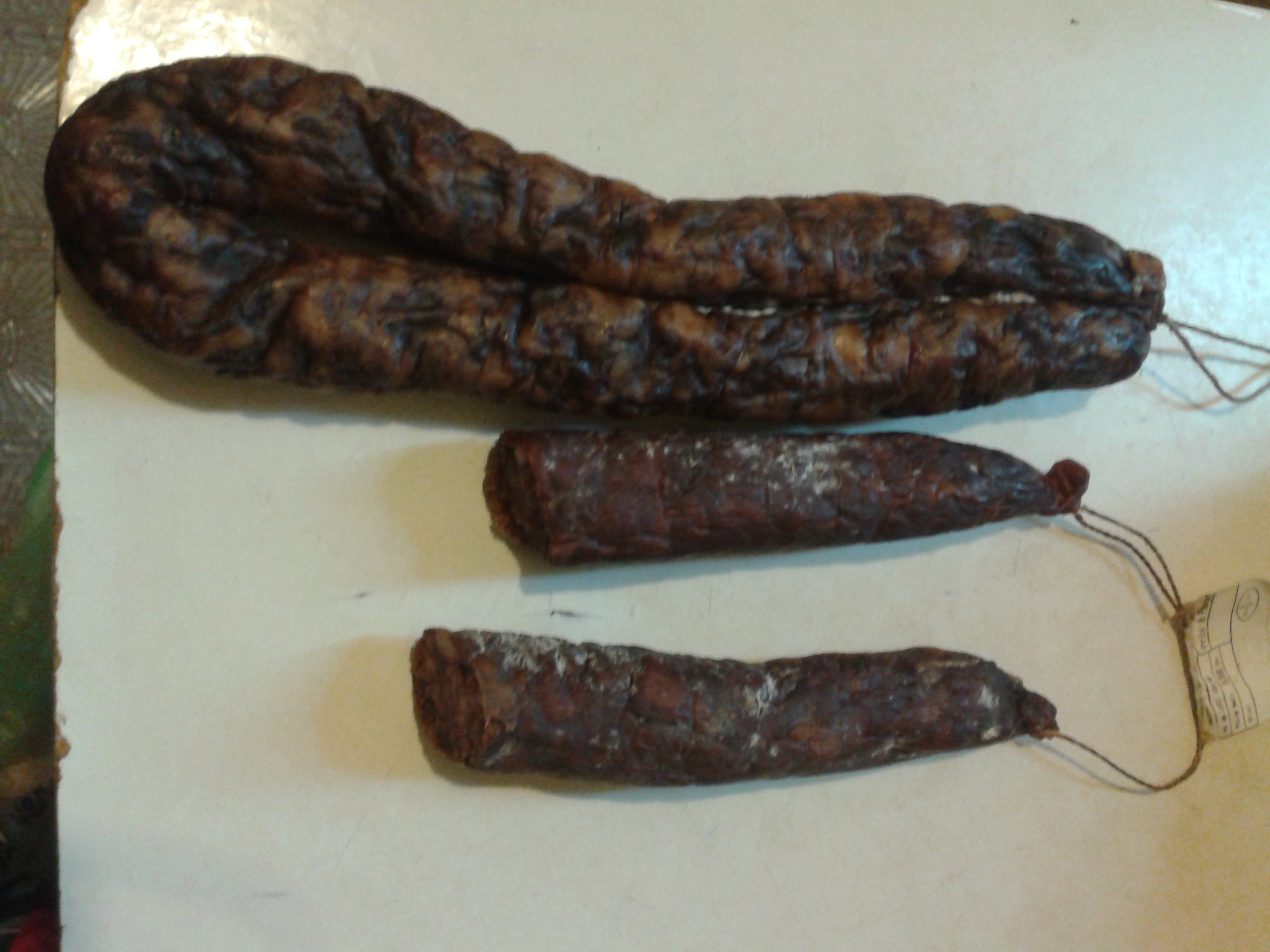
Deux figatelli artisanaux, l'un entamé et l'autre entier.

Traditionnellement produit de novembre à mars, le figatellu est originellement fabriqué à partir de porc insulaire (porcu nustrale), élevé par les paysans corses pour une production fermière autoconsommée et à l'excédent commercialisé.
En 2018, sa commercialisation est alimentée par 90 % de transformations réalisées à partir de viande de porc d'importation (porcs sur pied de Bretagne ou morceaux prédécoupés en provenance d'Espagne, des Pays-Bas ou de Chine) et identifiées comme artisanales ou industrielles.

## Composition IGP

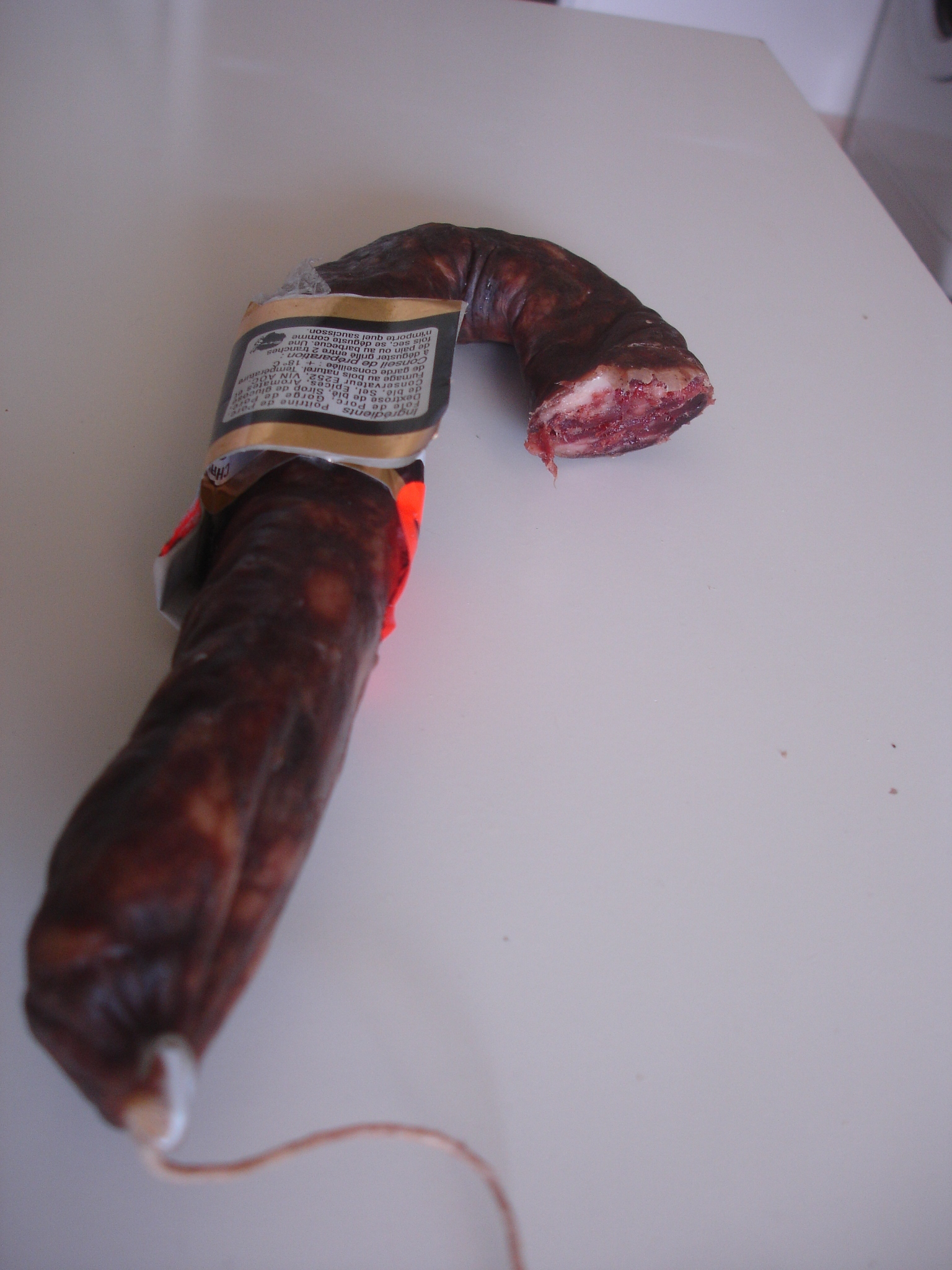
Figatellu industriel entamé.

Le figatellu est composé de viande maigre, d'au moins 25% de gras de gorge, de poitrine ou de parure de découpe sans couenne et de 30 à 50% de foie de porc assaisonné de sel fin et de poivre noir jusqu'à 6 g/kg ; proportion notable de poivre utilisée traditionnellement pour éloigner les insectes en période chaude. Le tout est haché grossièrement afin de reproduire la découpe traditionnelle au couteau puis embossé dans un boyau naturel de porc. Il peut être agrémenté d'abats de porc (rate, cœur, poumons). D'autres composants autorisés peuvent y être ajoutés tel du vin rouge, du sucre ou de l'ail, par exemple. Pour sa touche aromatique, Il est fumé au bois de feuillus de corse tel la bruyère, l’arbousier, le châtaignier, le chêne ou le hêtre puis séché.

### Proportion de foie
La proportion de foie joue un rôle sur son goût et sa couleur et varie sensiblement suivant la région traditionnelle de production. En Corse-du-Sud, il est en général de couleur plus foncée, brune à noir, alors plus typé, grâce à une proportion importante de foie, de l'ordre de 50% environ. En Haute-Corse, sa couleur est plus claire alors plus ambrée, avec une proportion de 30 % environ.

## Consommation
Il est recommandé de manger le figatellu cuit à cœur afin de supprimer tout risque de contamination. Traditionnellement consommé grillé au feu de bois à l'entrée de l'hiver, il accompagne aussi la traditionnelle recette des haricots de Soissons à la Corse.   
Le figatellu peut être consommé grillé à la braise ou à la poêle, dans une sauce avec des lentilles. Dans certaines régions, il est fréquemment accompagné de pulenda et de brocciu. 
Certaines pizzas comportent du figatellu accompagné ou non de brocciu.

### Risques cru ou mi-cuit

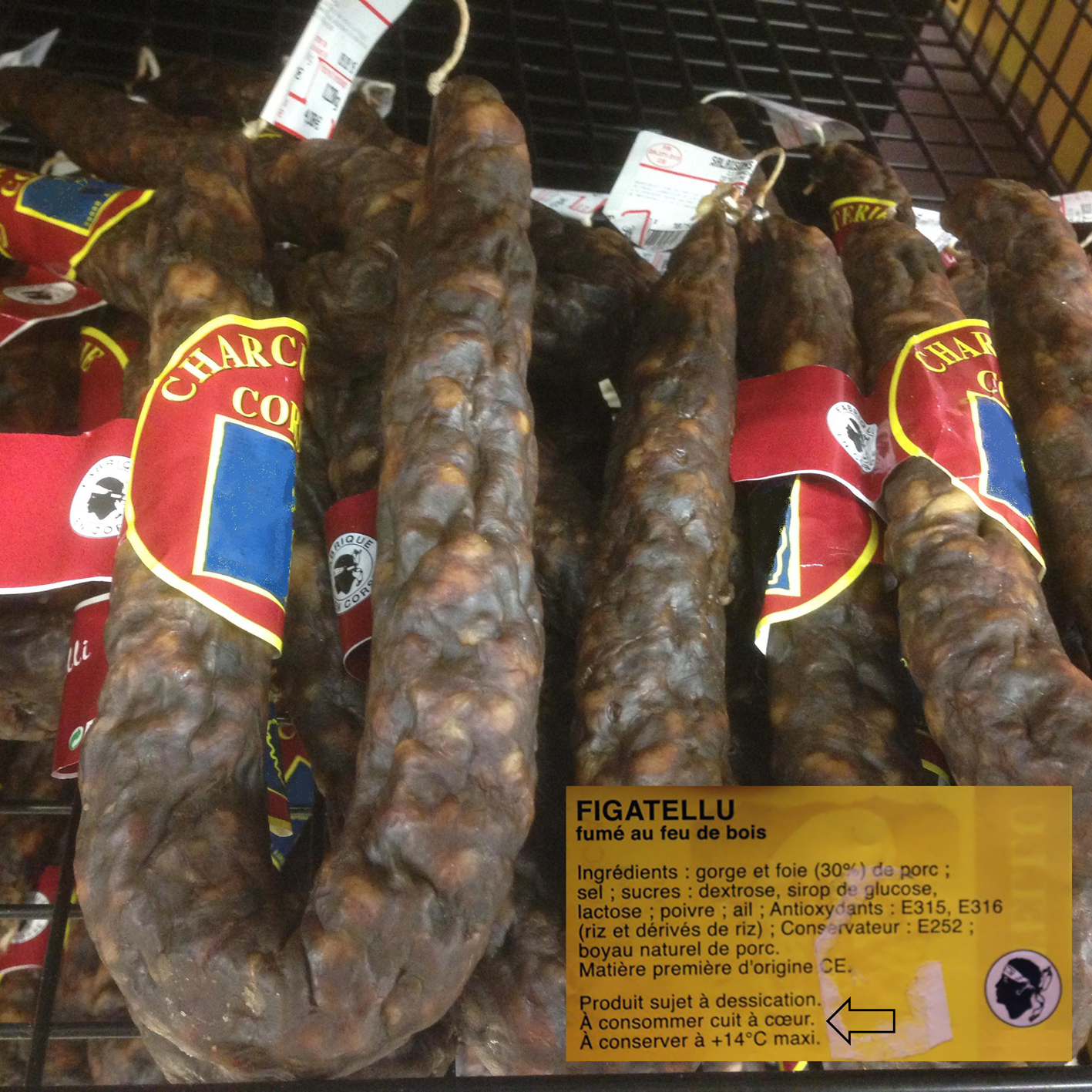
Les figatelli mangés crus ou mi-cuits par les consommateurs peuvent provoquer une trichinellose comme des cas relatés en France en 2015

En 2009, deux chercheurs marseillais démontrent que certains cas d'hépatite E peuvent être liés à la consommation de figatellu cru. Ensuite, en 2015, à la suite d'un étiquetage insuffisant, trois cas de trichinellose sont révélés dans le Sud-Est de la France après consommation de figatelli consommés crus ou mi-cuits.
Consommés crus ou non cuit à cœur, le figatellu peut présenter un risque important de trichinose ou d'hépatite E. En cas de contamination, les pouvoirs publics préconisent de consulter un médecin, surtout en cas d'apparition brutale de fièvre avec douleurs musculaires très intenses, accompagnée d’un œdème du visage et des paupières.

#### Mention obligatoire
En 2009, La Direction Générale de l'Alimentation demande aux fabricants de saucisses crues à base de foie de porc de mentionner sur l'étiquette « à consommer cuit à cœur » ; mention obligatoire précisée en 2011 dans le règlement Européen n°1169/2011.

## Autres recettes
Si le figatellu est une spécialité corse, il existe en région Occitanie diverses recettes comparables, à base de chair (maigre et gras) et de foie de porc, connues sous l'appellation saucisse de foie.